# Leonardo Yuta Cáceres

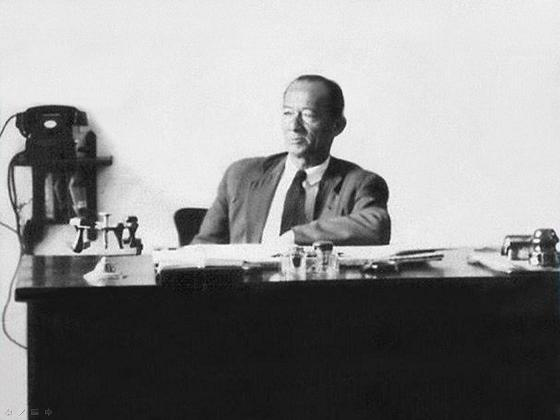
Leonardo Yuta Cáceres - Periodista, poeta y declamador peruano.

Leonardo Yuta Cáceres (San Vicente de Cañete, 26 de noviembre de 1902-Lima, 8 de abril de 1981) fue un periodista, poeta y declamador peruano. Fue el fundador y director del semanario cañetano La Opinión, secretario de la Beneficencia Pública de Cañete y secretario de la Municipalidad de la ciudad de Matucana.

## Biografía
Fue un destacado poeta y declamador, que nació en la ciudad de San Vicente de Cañete de Lima (Perú) el 26 de noviembre de 1902.
Desde muy joven se dedicó a la profesión del periodismo, destacando su participación desde el año 1930 en diversos diarios del Perú, tales como el semanario independiente La Provincia de la ciudad de Huaral y diario La Verdad de Huacho. Funda el diario de la ciudad de Huánuco. Colabora con el semanario independiente La Cruzada de la ciudad de Huancavelica, además del diario El Minero y el diario de la ciudad de Cerro de Pasco-Junín, La Voz Del Pueblo de Cañete, diario popular e independiente La Defensa de la ciudad Huánuco, y el diario El Nacional de la ciudad de Sullana-Piura. Fundador y director del semanario cañetano La Opinión, entre otros.
Se desempeñó como secretario de la Beneficencia Pública de Cañete y en la municipalidad de la ciudad de Matucana fue secretario del año 1949 al año 1960.
Algunos de sus poemas se encuentran recopilados en su libro poético Rosario de horas, de los cuales resaltan: Rosario de horas, Ofrenda, Misticismo, Gracia cañetana, En el cementerio, Matucana, A Cristo, Mi nueva palabra, La pena que vuelve, Invocación, entre otros.
Falleció en la ciudad de Lima el 8 de abril de 1981.
El 26 de noviembre de 2012 se celebró una década más del Centenario del Natalicio de Leonardo Yuta Cáceres.